# It's Never Been Like That
It's Never Been Like That è il terzo album della band rock francese Phoenix, pubblicato nel 2006 in Inghilterra e nell'Unione europea.

## Il disco
L'album fu preceduto dall'uscita del singolo Long Distance Call, pubblicato l'8 maggio 2006.
Più tardi fu rilasciata un'altra versione del disco per il mercato messicano: Mexico Tour Edition. La versione contiene 4 tracce bonus registrate durante il live ad Oslo del 20 aprile 2006.
Raggiunse la posizione #13 nella classifica dei migliori 50 album del 2006 secondo Pitchfork.
L'album ebbe una nomination per il francese Prix Constantin del 2006.

## Tracce
Testi e musiche dei Phoenix.
1. Napoleon Says - 3:13
2. Consolation Prizes - 3:16
3. Rally - 3:17
4. Long Distance Call - 3:04
5. One Time Too Many - 3:40
6. Lost and Found - 2:56
7. Courtesy Laughs - 3:14
8. North - 5:01
9. Sometimes in the Fall - 5:49
10. Second to None - 3:25

### Tracce Bonus nellaMexican Tour Edition
1. Napoleon Says (Live) - 3:23
2. Rally (Live) - 3:18
3. Sometimes in the Fall (Live) - 6:07
4. Second to None (Live) - 6:29

## Formazione

### Gruppo
- Laurent Brancowitz - chitarra, tastiera e voce secondaria
- Deck D'Arcy - basso, tastiera e voce secondaria
- Thomas Mars - voce
- Christian Mazzalai - chitarra e voce secondaria

### Altri Musicisti
- Thomas Hedlund - batteria in tutte le tracce eccetto Rally
- Sebastian Schmidt - batteria in Rally
- Prince Amethyste - percussioni in Courtesy Laughs